# Oszmán Seháíbí
Oszmán Seháíbí (arabul: عثمان الشهايبي); 1954. december 23. –) tunéziai válogatott labdarúgó. 

## Pályafutása

### Klubcsapatban
1973 és 1982 között a JS Kairouan csapatában játszott. Egyszeres tunéziai bajnok.   

### A válogatottban
A tunéziai válogatott tagjaként. részt vett az 1978-as Afrikai nemzetek kupáján és az 1978-as világbajnokságon, de egyetlen csoportmérkőzésen sem lépett pályára.

## Sikerei, díjai
JS Kairouan
- Tunéziai bajnok (1): 1976–77